# Biała księga Passfielda
Biała księga Passfielda (ang. The Passfield White Paper) – oficjalny dokument przyjęty 20 października 1930 przez Sekretarza Kolonii Lorda Passfielda. Było to formalne oświadczenie rządu Wielkiej Brytanii odnośnie do polityki względem Mandatu Palestyny. Oświadczenie Lorda Passfielda było konsekwencją przedstawionego 1 października 1930 Raportu Komisji Simpsona w sprawie wyjaśnienia przyczyn i okoliczności zamieszek w Palestynie z 1929. Biała księga Passfielda w znacznym stopniu ograniczyła wielkość żydowskiej imigracji napływającej do Palestyny.
Była to druga z Białych Ksiąg odnoszących się do brytyjskiego Mandatu Palestyny. W 1922 została opublikowana biała księga Churchilla, a następnie biała księga z 1939.

## Tło historyczne
W dniach 23–31 sierpnia 1929 w wielu miejscach brytyjskiego Mandatu Palestyny wybuchły zamieszki w Palestynie. Do najcięższych starć doszło w Jerozolimie, ale miały miejsce także pogrom w Hebronie i pogrom w Safedzie. W ciągu tygodnia gwałtownych starć zginęło 133 Żydów i 116 Arabów, a rannych zostało 198 Żydów i 232 Arabów. W celu dokładnego zbadania przebiegu, okoliczności i przyczyn zamieszek, brytyjski Urząd Kolonialny powołał komisję śledczą na czele której stanął wybitny prawnik sir Walter Shaw. W marcu 1930 opublikowano Raport Komisji Shawa, który zalecił rządowi ponowne rozpatrzenie swojej polityki względem żydowskiej imigracji i sprzedaży gruntów Żydom w Palestynie.
Bezpośrednią konsekwencją Raportu Komisji Shawa było powołanie w 1930 Królewskiej Komisji. Przedstawiony 1 października 1930 Raport Komisji Simpsona wskazywał na niepokojące zjawiska zachodzące na rynku pracy w Palestynie. Żydowskie organizacje legalnie nabywały duże ilości gruntów rolnych. Powodowało to wysiedlenie arabskich najemnych robotników rolnych, którzy nie byli w stanie znaleźć zatrudnienia poza rolnictwem. W konsekwencji powstała klasa bezrolnych i niezadowolonych osób. Stanowiła ona potencjalne zagrożenie dla bezpieczeństwa kraju. Arabscy bezrobotni mogli być w każdej chwili wykorzystani jako polityczne pionki przez arabskich polityków. Może się to objawić w postaci kolejnych rozruchów, jako łatwo dostępna metoda blokowania żydowskiej imigracji. Raport potwierdzał także fakt istnienia nielegalnej żydowskiej imigracji, dodając, że przeciwdziałanie jej będzie trudnym zadaniem. Podkreślał jednak, że należy podjąć kroki w tym celu. Należało również przeciwdziałać wzrostowi liczby arabskich bezrobotnych – ich liczba była mocno zafałszowana przez napływ nielegalnych arabskich imigrantów pochodzących z Emiratu Transjordanii. Regułą postępowania względem zatrzymanych nielegalnych imigrantów miała być zasada natychmiastowej deportacji tych osób do kraju skąd one pochodziły. Specjalnemu nadzorowi mieli podlegać pseudo-turyści, którzy przyjeżdżali do Palestyny na wycieczkę, i pozostawali w kraju na stałe. Podsumowując, raport zalecał podjęcie zdecydowanych kroków w celu powstrzymania nielegalnej imigracji, przy jednoczesnym ograniczeniu wielkości legalnych imigrantów przyjmowanych przez Palestynę.

## Treść dokumentu
Deklaracja polityki Rządu Jego Królewskiej Mości w Zjednoczonym Królestwie.
1. Sprawozdanie Komisji Specjalnej pod przewodnictwem sir Waltera Shawa, które zostało opublikowane w kwietniu, doprowadziło do ostrych kontrowersji, w trakcie których okazało się, że istnieją znaczne nieporozumienia na temat przeszłych działań i przyszłych zamierzeń Rządu Jego Królewskiej Mości w Wielkiej Brytanii w odniesieniu do administracji Palestyny. Okazało się, że publikacja jasnej i pełnej deklaracji polityki, mająca na celu usunięcia takich nieporozumień i wynikających z tego niepewności i obaw, jest sprawą o pilnym znaczeniu. Jednak przygotowanie takiego oświadczenia wymagało podjęcia pewnych podstawowych kroków wstępnych, które nieuchronnie opóźniły jego przedstawienie.
Raport Komisji Shawa zwrócił uwagę na pewne cechy problemu, który w opinii Rządu Jego Królewskiej Mości, z uwagi na ich istotny wpływ na przyszłą politykę, wzywały do przeprowadzenia szybkiego i pełnego dochodzenia. Dlatego zdecydowano się wysłać do Palestyny wysoko wykwalifikowanego badacza (sir John Hope Simpsona), aby we współpracy z wysokim komisarzem przygotował dla Rządu Jego Królewskiej Mości raport na temat imigracji, osadnictwa rolniczego i rozwoju. Ze względu na dominujące znaczenie tych przedmiotów i ich bliskie wzajemne powiązania, Rząd Jego Królewskiej Mości uznał, że oświadczenie odnośnie polityki może być sformułowane po wzięciu pod uwagę pełnego i szczegółowego przedstawienia sytuacji w Palestynie dostarczonego przez wybitnego badacza sir Johna Hope Simpsona. Na Rząd Jego Królewskiej Mości był wywierany duży nacisk, aby jak najszybciej złożyć oświadczenie o polityce, ale doceniając wagę problemu czekano na otrzymanie raportu sir Johna Hope Simpsona, i wydano deklarację tak szybko, jak było to możliwe. Rząd Jego Królewskiej Mości czuł się zobowiązany do przestrzegania swojej decyzji oczekiwania na otrzymanie raportu sir Johna Hope Simpsona, zwłaszcza ze względu na konieczność uwzględnienia zgromadzonych dowodów, skrajnej trudności i złożoności problemu, i potrzeby pełnego zbadania faktów przed przedstawieniem konkretnych wniosków.
2. W kraju takim jak Palestyna, gdzie interesy i cele dwóch grup społecznych są obecnie zróżnicowane i pod pewnymi względami sprzeczne, nie można zbyt wiele oczekiwać, że każda deklaracja polityki w pełni zaspokoi aspiracje każdej ze stron. Rząd Jego Królewskiej Mości ma jednak nadzieję, że usunięcie istniejących nieporozumień i sprecyzowanie definicji swoich zamierzeń może rozwiać niepokój i przywrócić zaufanie po obu stronach. Będzie to przedsięwzięciem Rządu Jego Królewskiej Mości, nie tylko w obecnym sprawozdaniu polityki, ale także działań administracji, które będą z niej wynikać, aby przekonać zarówno Arabów i Żydów o intencjach promowania podstawowych interesów obydwu narodów, konsekwentnej pracy na rzecz rozwoju Palestyny, prosperującej społeczności, żyjącej w spokoju pod bezstronną i progresywną Administracją. Konieczne jest jednak, aby podkreślić jedną ważną kwestię, a mianowicie, że w specyficznych okolicznościach Palestyny, postępowa polityka może mieć nadzieję na sukces tylko wówczas, gdy nastąpi chętna współpraca społeczności na rzecz których jest ona przeznaczona.
Nie ma potrzeby, żeby zatrzymywać się nad nieszczęśliwymi wydarzeniami minionego roku i godnymi ubolewania zdarzeniami, które z nich wynikły. Rząd Jego Królewskiej Mości czuje się jednak zobowiązany, aby zauważyć, że otrzymał niewielką pomoc od każdej ze stron w okresie napięć i niepokojów, które nastąpiły podczas zaburzeń w sierpniu 1929 r., i że trudności powstałe w wyniku wzajemnych podejrzeń i wrogości obu stron stworzyły kolejną poważną przeszkodę, a mianowicie postawę nieufności wobec Rządu Jego Królewskiej Mości wspieraną przez kampanię prasową, w której prawdziwe fakty dotyczące sytuacji zostały zakryte i zniekształcone. Musi być mocno podkreślone, że od ustanowienia lepszych stosunków pomiędzy Arabami i Żydami zależy przyszły pokój i dobrobyt kraju, który jest drogi dla obu ras. Jest to cel, który Rząd Jego Królewskiej Mości ma stale na uwadze, i czuje, że będzie bardziej prawdopodobne, aby został osiągnięty, jeżeli obie strony będą chętnie współpracować z Rządem oraz z Administracją Palestyny i starać się zrozumieć, że Rząd Jego Królewskiej Mości rzeczywiście wykonuje wszystkie swoje zobowiązania w swoich relacjach z Palestyną i promuje interesy obu ras.
3. Wiele nieporozumień, które niestety pojawiły się po obu stronach, wydają się być wynikiem niewłaściwego zrozumienia charakteru zobowiązań nałożonych na Rząd Jego Królewskiej Mości przez warunki mandatu. Kolejnym punktem, który Rząd Jego Królewskiej Mości uznał za konieczny do podkreślenia w najsilniejszy możliwy sposób, jest, zawarte w słowach oświadczenia premiera z 3 kwietnia, wypowiedzianego w Izbie Gmin, „jest podwójne zaangażowanie w Palestynie, z jednej strony dla narodu żydowskiego, z drugiej strony dla nie-Żydów.”
Wydaje się, że wiele agitacji które odbyły się w zeszłym roku, powstały z braku pełnego zrozumienia tego podstawowego faktu. Zarówno Arabowie i Żydzi atakowali Rząd zarzutami i żądaniami opartymi na fałszywych założeniach, że było to obowiązkiem Rządu Jego Królewskiej Mości w wykonywaniu polityki, której w rzeczywistości jest pozbawiony przez wyraźne warunki mandatu.
Premier, w wymienionym powyżej oświadczeniu, wypowiedział słowa, które nie mogą być bardziej jasne, że intencją Rządu Jego Królewskiej Mości jest nadal zarządzać Palestyną zgodnie z zapisami mandatu, zatwierdzonego przez Radę Ligi Narodów. „To”, powiedział Pan Ramsay MacDonald, „jest międzynarodowym zobowiązaniem, którego nie można oddalić”. Mimo tak jednoznacznej deklaracji, wydaje się, że jakimś sposobem była rozpatrywana możliwość wycofania się z ograniczeń narzuconych przez wyraźne warunki mandatu. Należy raz na zawsze zdać sobie sprawę, z jednej strony, że Żydowscy przywódcy niepotrzebnie zwracają się do Rządu Jego Królewskiej Mości, aby wymusić ustępstwa w polityce na rzecz imigracji i ziemi, aby zaspokoić bezkompromisowe oczekiwania opinii Syjonistycznej. Byłoby to ignorowaniem równie ważnych zobowiązań władz wobec nie-Żydowskich mieszkańców Palestyny. Z drugiej strony, równie niepotrzebnie Arabscy przywódcy utrzymują swoje żądania odnośnie formy Konstytucji, które są niemożliwe do spełnienia przez Rząd Jego Królewskiej Mości, ponieważ są już określone podwójne zobowiązania. Rząd Jego Królewskiej Mości ma powody by sądzić, że jednym z powodów utrzymującego się napięcia i podniecenia po obu stronach, było stworzenie przez błądzących doradców fałszywej nadziei, że wysiłki mające na celu zastraszenie i wywarcie nacisku na Rząd Jego Królewskiej Mości doprowadzą ostatecznie do ustępstw na korzyść jednej lub drugiej strony.
Staje się więc konieczne, aby na samym początku Rząd Jego Królewskiej Mości jasno oświadczył, że nie ugnie się pod jakimikolwiek naciskami lub groźbami, nie zejdzie ze ścieżki określonej w mandacie, i będzie prowadzić politykę, która ma na celu promowanie interesów mieszkańców Palestyny, zarówno Arabów i Żydów, w sposób, który musi być zgodny z zobowiązaniami nałożonymi przez Mandat.
4. Nie pierwszy to raz Rząd Jego Królewskiej Mości stara się wyjaśnić charakter swojej polityki w Palestynie. W 1922 roku został opublikowany pełen wykaz i została przekazana zarówno Delegacji Arabów Palestyny przebywającej w Londynie, jak i do Organizacji Syjonistycznej. Oświadczenie to spotkało się z brakiem akceptacji ze strony arabskiej delegacji, ale Komitet Wykonawczy Organizacji Syjonistycznej przyjął uchwałę zapewniając Rząd Jego Królewskiej Mości, że działalność organizacji będzie prowadzona w zgodzie z polityką określoną w tym oświadczeniu. Ponadto w piśmie przekazanym do Rządu Jego Królewskiej Mości, dr Weizman napisał:
„Organizacja Syjonistyczna szczerze pragnie w każdym momencie harmonijnie współpracować ze wszystkimi grupami ludności Palestyny. Wielokrotnie jasno wyrażaliśmy, zarówno w słowie i czynie, że jesteśmy jak najbardziej dalecy od naruszenia w najmniejszym stopniu praw obywatelskich lub religijnych, lub interesów materialnych ludności nie-Żydowskiej.”
Doświadczenia minionych lat ujawniły pewne wady administracyjne i problemy gospodarcze, które muszą być brane pod uwagę przy rozważaniu dobra wszystkich grup społecznych. Niemniej jednak oświadczenie polityki wydane w 1922 roku, dostarczyło podstaw, na których musi być budowana w przyszłości Brytyjska polityka w Palestynie.
5. Poza propozycją przyjęcia Konstytucji Palestyny, która zostanie ujęta w kolejnych akapitach, istnieją trzy ważne punkty poruszone w niniejszym oświadczeniu, które muszą być teraz przypomniane:
(a) Rząd Jego Królewskiej Mości przywiązuje znaczenie do wyrażenia „Żydowska Siedziba Narodowa”, która zawiera się w Mandacie.
W tym momencie może być zacytowane Oświadczenie z 1922 roku:
„Podczas ostatnich dwóch lub trzech pokoleń Żydów ponownie żyjących w społeczności Palestyny, ich liczba osiągnęła wielkość 80 000, z czego około jedna czwarta jest rolnikami lub robotnikami rolnymi. Społeczność ta ma własne organy polityczne; wybierane zgromadzenie realizujące kierunki rozwoju; wybierane rady miejskie; i organizację sprawującą kontrolę nad swoimi szkołami. Posiada wybieranego Naczelnego Rabina i Radę Rabiniczną nadzorującą ich sprawy religijne. Jej działalność jest prowadzona w języku Hebrajskim jako ich ojczystym języku, a Prasa Hebrajska zaspokaja ich potrzeby. Ma swoje charakterystyczne życie intelektualne i prowadzi znaczną działalność gospodarczą. Ta społeczność, z jej miastami i ludnością wiejską, jej politycznymi, religijnymi i społecznymi organizacjami, własnym językiem, własnymi zwyczajami, swoim własnym życiem, posiada w rzeczywistości cechy „narodowe”. Kiedy pada pytanie, co rozumiemy przez utworzenie Żydowskiej Siedziby Narodowej w Palestynie, możemy odpowiedzieć, że nie jest nią narzucenie narodowości Żydowskiej na wszystkich mieszkańców Palestyny, ale dalszy rozwój istniejącej społeczności Żydowskiej przy pomocy Żydów z innych części świata, tak aby mogła się ona stać centrum istnienia narodu Żydowskiego, jako całości, pod względem religii i rasy, zainteresowań i poczucia dumy. Społeczność ta powinna mieć najlepsze perspektywy swobodnego rozwoju i zapewnione pełne możliwości dla Żydów, aby rozwijali swoje zdolności. Istotnym jest, aby wiedzieli, że w Palestynie są pod ochroną prawa i nie muszą cierpieć. Jest to powód, dlaczego koniecznym było udzielenie międzynarodowych gwarancji dla istnienia Żydowskiej Siedziby Narodowej w Palestynie, i że powinna zostać ona formalnie uznana na podstawie jej starożytnej historii. Jest to interpretacja Rządu Jej Królewskiej Mości dla deklaracji z 1917 roku, i w zrozumieniu Sekretarza Stanu, nie zawiera ani nie sugeruje niczego, co mogłoby niepokoić ludność Arabską w Palestynie lub być rozczarowaniem dla Żydów.”
(b) Zasady, które powinny rządzić imigracją.
W tej kwestii nadal obowiązuje polityka Oświadczenia: „W celu realizacji tej polityki niezbędnym jest, aby społeczność Żydowska w Palestynie mogła zwiększać swoją wielkość poprzez imigrację. Imigracja ta nie może być tak wielka, aby przekroczyć możliwości ekonomiczne kraju w przyjmowaniu nowych przybyszów. Istotnym jest, aby zapewnić, że imigranci nie będą ciężarem dla ludności Palestyny, i nie pozbawią zatrudnienia części obecnej populacji. Dotychczasowa imigracja spełniała te warunki. Liczba imigrantów pod Brytyjską okupacją wynosiła około 25 000.”
„Koniecznym jest również zapewnienie, że osoby, które są politycznie niepożądane nie wjadą do Palestyny, a Administracja podejmie w tym celu wszelkie środki ostrożności.”
Można zauważyć, że zawarte powyżej zasady koncentrują się na ocenie zdolności absorpcyjnej Palestyny, od której zależy bezrobocie Arabów, i określa dozwolony poziom Żydowskiej imigracji. Intencją Rządu Jego Królewskiej Mości jest podjęcie kroków w celu zapewnienia bardziej dokładnego stosowania tych zasad w przyszłości.
(c) Stanowisko Agencji Żydowskiej.
W cytowanym poniżej fragmencie, starano się wskazać na ograniczenia znajdujące się w Mandacie, które muszą być nałożone na Agencję Żydowską w zgodzie z Artykułem 4 Mandatu:
„Koniecznym jest również zwrócenie uwagi, że Komisja Syjonistyczna w Palestynie, obecnie określana jako Syjonistyczny Komitet Wykonawczy w Palestynie, nie chciał posiadać i nie posiada żadnego udziału w administracji państwowej. Zgodnie z Artykułem VI Projektu Mandatu Palestyny, Organizacji Syjonistycznej nie należy się żadne uprzywilejowane miejsce, ani żadne funkcje. Specjalna pozycja odnosi się do działań jakie należy podjąć w Palestynie względem ludności Żydowskiej, że organizacja powinna pomóc w ogólnym rozwoju kraju, ale nie upoważnia jej do udziału w jakimkolwiek stopniu w jego Rządzie.”
6. Pragnienia Rządu Jego Królewskiej Mości potwierdza opis ogólnej polityki w Oświadczeniu z 1922 roku, a w szczególności trzy cytowane powyżej fragmenty. W tych trzech ważnych punktach nie dopuszcza się możliwości prowadzenia jałowych sporów w celu wypracowania swoich własnych koncepcji. W świetle doświadczeń przeszłości uznaje się jednak, że pozostaje wiele do zrobienia w celu poprawy praktycznego stosowania zasad zawartych w powyższych fragmentach, i jest to intencją Rządu, aby w porozumieniu z Administracją Palestyny aktywnie działać w celu zapewnienia lepszych rozwiązań w tych trzech punktach, w celu spełnienia wymogów zarówno Arabów i Żydów. W szczególności uznaje się ważność wysiłków podejmowanych przez wysokiego komisarza w kierunku wypracowania bliższej i bardziej harmonijnej współpracy i konsultacji pomiędzy Administracją Palestyny i Agencją Żydowską, powinny być one dalej konsekwentnie rozwijane, jednak należy uznać, że szczególna pozycja Agencji, usługi z zakresu doradztwa i współpracy, nie uprawniają Agencji jako takiej, do uczestniczenia w rządzeniu krajem. Podobnie, wypracowane rozwiązania muszą być dostarczone w celu zapewnienia podstawowych interesów nie-Żydowskiej części Wspólnoty, ich bezpieczeństwo musi być przez cały czas strzeżone, a przy każdej nadarzającej się okazji powinny odbywać się konsultacje z Administracją Palestyny.
7. W tym punkcie staje się pożądane, aby usunąć grunt nieporozumień, które mogą powstać co do fragmentów Mandatu mających wpływ na ochronę praw wspólnoty nie-Żydowskiej w Palestynie. Fragmenty Mandatu specjalnie odnoszące się do tej kwestii można znaleźć w:
Artykuł 2. „Mandat jest odpowiedzialny za wprowadzenie w kraju warunków politycznych administracji i gospodarki, które zapewnią utworzenie Żydowskiej Siedziby Narodowej, jak określono to w preambule oraz rozwój instytucji samorządowych, a także ochronę cywilnych i religijnych praw wszystkich mieszkańców Palestyny, niezależnie od rasy i religii.”
Artykuł 6. „Administracja Palestyny, zapewniając, że prawa i pozycja innych grup społecznych nie będą naruszone, będzie jednocześnie ułatwiać Żydowską imigrację w odpowiednich warunkach i będzie zachęcać, we współpracy z Agencją Żydowską w zgodzie z Artykułem 4, do rozwijania osadnictwa Żydów na zakupionych gruntach, w tym gruntach państwowych i nieużytkach nie wykorzystywanych dla celów publicznych.”
Artykuł 9. „Mandat jest odpowiedzialny za nadzór nad systemem sądowniczym utworzonym w Palestynie, aby zapewnić cudzoziemcom, jak również tubylcom, pełną gwarancję ich praw.
Musi być w pełni zagwarantowane poszanowanie praw osobistych różnych ludzi i społeczności, w tym wspólnot religijnych. W szczególności kontrola i administracja Wakf będzie wykonywana zgodnie z prawami religijnymi i dyspozycjami założycieli.”
Artykuł 18. „Pełna odpowiedzialność za Miejsca Święte i budynki lub miejsca religijne w Palestynie, łącznie z zachowaniem obowiązujących praw oraz zapewnieniem swobodnego dostępu do Miejsc Świętych, budynków i miejsc religijnych, i swobodne praktykowanie kultu, przy jednoczesnym zapewnieniu wymagań porządku publicznego, spoczywa na Mandacie, który odpowiada wyłącznie przed Ligą Narodów za wszystkie sprawy z tym związane, pod warunkiem, że nic w tym artykule nie stanowi przeszkody dla Mandatu w zawierania porozumień, ponieważ mogą zostać one uznane za uzasadnione przez Administrację w celu realizacji postanowień niniejszego artykułu, również pod warunkiem, że nic nie może być interpretowane w sposób kolidujący z zarządzaniem całkowicie Muzułmańskich sanktuariów, których immunitet jest zagwarantowany.”
Artykuł 15. „Mandat odpowiada za zapewnienie wszystkim pełnej wolności sumienia i swobodnego wykonywania wszelkich form kultu, jedynie z zastrzeżeniem konieczności utrzymania porządku publicznego i moralności. Zakaz wszelkiego rodzaju dyskryminacji dotyczy wszystkich mieszkańców Palestyny pod względem rasy, religii lub języka. Nikt nie może być wykluczony z Palestyny wyłącznie na podstawie jego przekonań religijnych.
Nie można odmówić lub ograniczyć prawa każdej społeczności, aby utrzymywała swoje własne szkoły w celu edukacji swoich członków w swoim własnym języku, w zgodzie z nałożonymi przez Administrację wymaganiami edukacyjnymi o ogólnym charakterze.”
Z drugiej strony, w Artykule 4 zawarte są specjalne odniesienia do Żydowskiej Siedziby Narodowej i interesów Żydowskich:
Artykuł 4. „Uznaje się Agencję Żydowską za podmiot publiczny w celu doradzania i współpracy z Administracją Palestyny w sprawach gospodarczych, społecznych i innych, które mogą wpływać na ustanowienie Żydowskiej Siedziby Narodowej i interesów populacji Żydowskiej w Palestynie, z zastrzeżeniem pełnej kontroli Administracji, i wzięcia udziału w rozwoju kraju.
Organizacja Syjonistyczna, tak długo jak jest uznawana przez Mandat za właściwą, jest uznawana jako taka agencja. Podejmuje kroki w porozumieniu z Rządem Jego Królewskiej Mości w celu zapewnienia współpracy wszystkich Żydów, którzy są gotowi pomóc w utworzeniu Żydowskiej Siedziby Narodowej.”
Artykuł 6. (Już cytowany powyżej).
Artykuł 11. „Administracja Palestyny podejmie wszelkie niezbędne środki w celu ochrony interesów wspólnoty w związku z rozwojem kraju, z zastrzeżeniem wszelkich międzynarodowych zobowiązań przyjętych przez Mandat, będzie miała pełne prawo do własności publicznej lub kontroli zasobów naturalnych kraju lub robót publicznych, usług i narzędzi, które zostały lub zostaną tam utworzone. Wprowadzi ona system nadzoru gruntów stosownie do potrzeb kraju, uwzględniając między innymi potrzeby rozwoju osadnictwa i intensywnych upraw ziemi.
Administracja może porozumieć się z Agencją Żydowską w zgodzie z Artykułem 4, na uczciwych i sprawiedliwych warunkach, odnośnie budowy lub eksploatacji, robót publicznych, usług i narzędzi, oraz eksploatacji wszelkich zasobów naturalnych kraju. Wszelkie takie umowy powinny stanowić, że opłaty ponoszone przez taką agencję bezpośrednio lub pośrednio, nie przekroczą odpowiedniej stopy odsetek od kapitału, a wszelkie dalsze zyski będą wykorzystywane na rzecz kraju w sposób zatwierdzony przez Administrację.”
8. W pierwszej kolejności można zauważyć, że Artykuł 2 nakłada na Mandat odpowiedzialność za ochronę cywilnych i religijnych praw wszystkich mieszkańców Palestyny, niezależnie od rasy czy religii, a po drugie, że Artykuł 6 ułatwia Żydowską imigrację oraz zachęca Żydów do osadnictwa w kraju, pod wymogiem zapewnienia, że prawa i pozycja innych grup ludności nie zostały naruszone. Ponadto w Artykule 11 „Administracja Palestyny podejmie wszelkie niezbędne środki w celu ochrony interesów wspólnoty w związku z rozwojem kraju”. Z treści niniejszego Artykułu wynika, że ludność Palestyny jest całością, a Rząd nie może sprawować opieki lub zainteresowania wyłącznie jakąkolwiek społecznością. Można zauważyć, że przepis organizujący współpracę z Agencją Żydowską odnośnie budowy, eksploatacji, robót publicznych, usług i innych, wynika z liberalnej polityki i nie stoi w sprzeczności z ogólnym interesem społeczności. Punkty te są podkreślone, ponieważ Agencja Żydowska ma jasno określone stanowisko w odniesieniu do głównej administracji kraju, której Rząd Jego Królewskiej Mości nie uważa za wykraczające poza wyraźne określenia Mandatu. Ponadto próbowano argumentować, na poparcie roszczeń Syjonistycznych, że głównym celem Mandatu jest utworzenie Żydowskiej Siedziby Narodowej, a fragmenty mające na celu ochronę praw społeczności nie-Żydowskiej są jedynie drugorzędnymi przepisami, które należy przestrzegać tylko do pewnego stopnia.
Jest to koncepcja, którą Rząd Jego Królewskiej Mości zawsze uznawał za całkowicie błędną. Trudnością jest to, że usiłują oni podporządkować koncepcje Mandatu pod interesy jednej ze społeczności. Brytyjski Pełnomocny Przedstawiciel, który 9 czerwca bieżącego roku stanął przed Stałą Komisją Mandatu, starał się wyraźnie przedstawić stanowisko Rządu Jego Królewskiej Mości wobec trudności związanych z Mandatem. Komentując jego wypowiedzi w swoim raporcie dla Rady, Stała Komisja Mandatu złożyła następujące ważne oświadczenie:
„Ze wszystkich tych stwierdzeń należy podkreślić dwa pojawiające się twierdzenia:
(1), że obowiązki ustanowione przez Mandat w odniesieniu do dwóch grup społecznych są jednakowej wagi;
(2), że te dwa obowiązki nałożone na Mandat są nie do pogodzenia.”
„Komisja Mandatu nie ma zastrzeżeń co do tych dwóch twierdzeń, które, jej zdaniem, trafnie wyrażają to, co jest istotą Mandatu dla Palestyny i zapewni jej przyszłość.”
Rząd Jego Królewskiej Mości w pełni się zgadza z tym oświadczeniem i jest zadowolony z tego, że zostało ono wydane za zgodą Rady Ligi Narodów.
Zadanie Rządu Jego Królewskiej Mości utrzymania przez cały czas równowagi w przestrzeganiu wszystkich praw w odniesieniu do dwóch grup ludności oraz pogodzenia tych dwóch obowiązków, gdy nieuchronnie widać sprzeczność interesów, jest trudne i delikatne.
Mamy nadzieję, że powyższe wyjaśnienie natury zadań nałożonych na Mandat przez Rząd Jego Królewskiej Mości jasno podkreśli konieczność chętnej współpracy z Administracją Palestyny i Rządem Jego Królewskiej Mości ze strony zarówno Arabskich i Żydowskich przywódców.
9. Przepisy poprzednich paragrafów muszą być traktowane w zgodzie z ogólnymi zasadami, które muszą być brane pod uwagę jako regulujące politykę w Palestynie i ograniczające warunki, w których będą wprowadzane. Teraz muszą być uwzględnione w szczegółach praktyczne problemy, z którymi Rząd Jego Królewskiej Mości będzie spotykał się w Palestynie. Mogą być one w przybliżeniu przedstawione w trzech głównych punktach:
(1) Bezpieczeństwo,
(2) Rozwój konstytucyjny,
(3) Rozwój gospodarczy i społeczny.
Zostaną one omówione w tej kolejności.
(1) Bezpieczeństwo.
10. Podstawowym obowiązkiem Administracji jest zapewnienie spokoju, porządku i dobrego rządu w Palestynie. We wcześniejszych paragrafach Rząd Jego Królewskiej Mości dał do zrozumienia, że nie zrezygnuje ze swojego obowiązku pod jakimikolwiek naciskami lub groźbami.
Zapalne ogniska były w przeszłości natychmiast tłumione i podjęto specjalne środki, aby poradzić sobie w przyszłości ze wszelkimi nadzwyczajnymi zdarzeniami. Musi być jasne, że wszelkie podburzanie do niepokojów, niezależnie od części społeczeństwa z którego pochodzą, będą surowo karane i siły oraz kompetencje Administracji będą, o ile to będzie możliwe, rozszerzane, aby umożliwić bardziej efektywne radzenie sobie z takimi niebezpiecznymi próbami.
Rząd Jego Królewskiej Mości postanowił pozostawić w Palestynie obecne dwa bataliony piechoty; oprócz nich dostępne będą w Palestynie i Transjordanii dwie eskadry sił powietrznych i cztery jednostki samochodów pancernych. Należy przypomnieć, że do Palestyny został wysłany Generalny Inspektor Policji Cejlonu, Pan Dowbiggin, z zadaniem zbadania organizacji Policji Palestyny. Jego wartościowy raport został odebrany i jest szczegółowo rozpatrywany. Niektóre z jego zaleceń zostały już wprowadzone, w tym te dotyczące zwiększenia sił Brytyjskich i Palestyńskich oddziałów, zgodnie ze schematem obrony Żydowskich Kolonii przedstawionym w paragrafie 9 oświadczenia odnoszącego się do Brytyjskiej Policji w Palestynie, opublikowanym w Księdze Rozkazów 8582. Pozostałe zalecenia zawarte w raporcie Pana Dowbiggin są rozważane w porozumieniu z wysokim komisarzem Palestyny, a dalsze zmiany zostaną dokonane po podjęciu stosownych decyzji. Rząd Jego Królewskiej Mości skorzystał z okazji, aby podkreślić swoją determinację w podjęciu wszelkich możliwych kroków w celu powstrzymania przestępczości i utrzymania porządku w Palestynie. W związku z tym chce podkreślić, że określenie rodzaju i składu sił bezpieczeństwa musi być przeprowadzone przez doradców w celu zapewnienia, że użyte siły będą odpowiednie do zadań, jakie będą miały do przeprowadzenia, bez względu na jakiekolwiek względy polityczne.
(2) Rozwój konstytucyjny.
11. Na ręce Arabskich przywódców zostały już złożone potrzebne referencje do uchwalenia Konstytucji, które były w zgodzie z obowiązującymi zobowiązaniami mandatowymi Rządu Jego Królewskiej Mości. W opinii Rządu Jego Królewskiej Mości, nadszedł już czas, kiedy w interesie całej społeczności należy bez dalszej zwłoki ustanowić organ samorządowy Palestyny.
W krótkiej historii Mandatu, w pierwszej kolejności musiała być ustanowiona administracja cywilna.
W październiku 1920 roku została utworzona w Palestynie Rada Konsultacyjna składająca się z oficjalnych i nieoficjalnych członków nominowanych w równych częściach. Z dziesięciu członków nieoficjalnych, czterech było Muzułmanami, trzech było Chrześcijanami i trzech było Żydami.
W dniu 1 września 1922 roku została wydana Uchwała o Radzie Palestyny, dotycząca utworzenia Rządu w Palestynie pod Jurysdykcją Międzynarodowego Prawa. Część 3 Uchwały o Radzie powołała Radę Legislacyjną z wysokim komisarzem jako prezydentem, dziesięcioma innymi członkami oficjalnymi i dwunastoma nieoficjalnymi członkami. Procedura wyboru członków nieoficjalnych została ustanowiona przez Radę Legislacyjną i Uchwałę o Radzie. W 1922 roku, oraz w lutym i marcu 1928 roku podjęto próbę przeprowadzenia wyborów zgodnie z tą procedurą.
Próba nie powiodła się z powodu odmowy ludności arabskiej współpracy (szczegółowy raport z tych wyborów znajduje się w dokumentach odnoszących się do wyborów do Rady Legislacyjnej Palestyny w 1928, opublikowany jako Księga Rozkazów 1889).
Wysoki komisarz zawiesił tworzenie proponowanej Rady Legislacyjnej i nadal współpracował z Radą Konsultacyjną jak poprzednio.
Reprezentacyjnym przywódcom Arabskim w Palestynie dano dwie kolejne szanse współpracy z Administracją w rządzeniu krajem, po pierwsze, przez rozwiązanie Rady Doradczej i zwołanie w składzie członkowskim zaproponowanym do Rady Legislacyjnej, a po drugie, przez złożenie wniosku o utworzeniu Arabskiej agencji. Agencja powinna mieć funkcje analogiczne do tych, powierzonych Agencji Żydowskiej przez Artykuł 4 Mandatu Palestyny.
Żadna z tych możliwości nie została przyjęta, i w związku z tym, w grudniu 1928 roku została utworzona Rada Konsultacyjna składająca się tylko z oficjalnych członków. Sytuacja taka nadal trwa; jedyną zmianą może być powiększenie Komitetu Konsultacyjnego przez dodanie większej liczby oficjalnych członków w miarę rozwoju Administracji.
Należy przypomnieć, że zgodnie z postanowieniami Artykułu 2 Mandatu, Rząd Jego Królewskiej Mości jest odpowiedzialny za wprowadzenie w kraju takich warunków politycznych, administracyjnych i gospodarczych, które zapewnią utworzenie Żydowskiej Siedziby Narodowej i rozwój instytucji samorządu, za ochronę cywilnych i religijnych praw mieszkańców. Działania podjęte w odniesieniu do rozwoju konstytucyjnego we wczesnych latach administracji cywilnej, zostały krótko opisane powyżej.
W celu umożliwienia mieszkańcom Palestyny zdobycia praktycznego doświadczenia metod administracyjnych oraz działalności rządu i nauczenia się organizacji wyborów swoich reprezentantów, sir Plumer, który był wysokim komisarzem Palestyny w latach od 1925 do 1928, ustanowił organa samorządu terytorialnego.
Sir John Chancellor po objęciu urzędu wysokiego komisarza Palestyny w grudniu 1928 roku, podjął kwestię rozwoju konstytucyjnego. Przeprowadził on konsultacje z przedstawicielami różnych lokalnych interesów, i po dokładnym zbadaniu stanowisk, w czerwcu 1929 roku przedstawił swoje stanowisko. Omówienie tej kwestii zostało jednak zawieszone przez wybuch zaburzeń w sierpniu 1929 roku.
12. Rząd Jego Królewskiej Mości dokładnie rozważył to zagadnienie w świetle obecnego etapu postępu i możliwości rozwoju, ze szczególnym uwzględnieniem obowiązku utworzenia w kraju takich warunków politycznych, administracyjnych i gospodarczych, które zapewnią rozwój instytucji samorządu. Zdecydował, że nadszedł czas na kolejny krok w kierunku wsparcia mieszkańców Palestyny w celu utworzenia ośrodka samorządu zgodnie z zapisami Mandatu.
Rząd Jego Królewskiej Mości zamierzał utworzyć Radę Legislacyjną zgodnie z linią przedstawioną w sprawozdaniu Brytyjskiej polityki w Palestynie Pana Churchilla w czerwcu 1922 roku, które jest zamieszczone w Dodatku 5 Raportu Komisji Śledczej po Zamieszkach w Palestynie w Sierpniu 1929.
Rząd Jego Królewskiej Mości zapewnia przy tej okazji, że będzie współpracował ze wszystkimi grupami ludności Palestyny. Rząd Jego Królewskiej Mości pragnie, aby nie było żadnych wątpliwości, że nie będzie odrębnego traktowania jakiejkolwiek części populacji.
Rząd Jego Królewskiej Mości przypomina, że wybrana Rada Legislacyjna będzie możliwością zyskania większego doświadczenia w pracy instytucji konstytucyjnych. Takie doświadczenie jest niezbędne dla każdego postępu w rozwoju konstytucyjnym. Im wcześniej wszystkie części populacji wykażą chęć współpracy z Rządem Jego Królewskiej Mości w tym zakresie, tym szybciej będzie możliwy rozwój konstytucyjny, jaki Rząd Jego Królewskiej Mości ma nadzieję, że będzie dokonany w Palestynie.
Istnieją oczywiste korzyści, jakie niesie dla wszystkich grup ludności utworzenie takiej Rady. Powinna ona być szczególnie korzystna dla Arabskiej części populacji, która w chwili obecnej nie posiada żadnego konstytucyjnego ciała dla reprezentowania swoich interesów w sprawach społecznych i gospodarczych przed Rządem. Przedstawiciele w utworzonej Radzie będą mieć możliwość przedstawienia punktu widzenia Arabskiej części populacji, a także będą mogli wziąć udział w dyskusji nad tymi sprawami. Kolejną korzyścią, z której skorzysta cały kraj po ustanowieniu Rady Legislacyjnej, będzie udział przedstawicieli obu grup społecznych, którzy jako członkowie Rady Legislacyjnej będą dążyć do poprawy stosunków między Żydami a Arabami.
13. Jak wspomniano powyżej, nowy Rada Legislacyjna będzie realizacją linii politycznej przedstawionej w sprawozdaniu wydanym w 1922 roku. Będzie się ona składać z wysokiego komisarza i 22 członków, z których dziesięciu będzie oficjalnymi członkami, a dwunastu będzie nieoficjalnymi członkami. Nieoficjalni członkowie Rady będą zazwyczaj wybierani na drodze wyborów. Zdaniem Rządu Jego Królewskiej Mości, ważnym jest jednak, aby uniknąć powtórzenia impasu, który miał miejsce w 1923 roku, że podjęte zostaną działania w celu zapewnienia powołania wymaganej liczby nieoficjalnych członków do Rady. Wysoki komisarz będzie nadal posiadał niezbędne uprawnienia, aby zapewnić, że Mandat jest zdolny do wykonywania swoich obowiązków nałożonych przez Ligę Narodów, w tym wszelkich przepisów potrzebnych do utrzymania porządku.
W przypadku powstania różnicy zdań odnośnie powołania Rządu Palestyny zgodnie z zapisami Mandatu, jest dopuszczone złożenie petycji do Ligi Narodów na podstawie Artykułu 85 Ustawy o Radzie z 1922.
(3) Rozwój gospodarczy i społeczny.
14. Z tego tytułu wynikają praktyczne problemy, które należy uwzględnić, a które dotyczą głównych kwestii związanych z gruntami, imigracją i bezrobociem. Te trzy kwestie są ściśle powiązane z aspektami politycznymi, jak i ekonomicznymi, a ich rozwiązanie zależy od przyjętych rozwiązań, które muszą mieć nadzieję na osiągnięcie warunków pokoju i dobrobytu w Palestynie.
Na te sprawy zwróciła uwagę Komisja Shawa, która w kwietniu przeprowadziła szczegółowe badania na miejscu przy pomocy Komitetu powołanego przez wysokiego komisarza, dążąc do zbadania sytuacji ekonomicznej rolników i środków fiskalnych Rządu w odniesieniu do nich. Również sir John Hope Simpson, który na polecenie Sekretarza Stanu ds. Kolonii, przyjechał do Palestyny w maju w celu zbadania kwestii imigracji, osadnictwa rolniczego i rozwoju.
15. W wyniku tych rozległych i skomplikowanych badań pojawiły się niektóre wnioski i ustalono pewne fakty, które zostaną teraz krótko przedstawione:
(1) Ziemia.
Można teraz zdecydowanie stwierdzić, że w chwili obecnej i przy obecnych metodach Arabskiej hodowli, nie pozostaje żaden margines dostępnej ziemi rolniczej dla osadnictwa rolniczego nowych imigrantów, z wyjątkiem niezagospodarowanych działek, które posiadają w swojej rezerwie różne Żydowskie agencje.
W przeszłości odnotowano wiele krytyki w odniesieniu do stosunkowo niewielkiego terenu państwa, które zostało udostępnione dla osadnictwa Żydowskiego. Błędem jest jednak wyobrażenie, że Rząd Palestyny posiada duże obszary wolnych gruntów, które mogłyby być dostępne dla osadnictwa Żydowskiego. Wielkość niezajętych terenów będących w posiadaniu Rządu jest znikoma. Rząd twierdzi, że większość obszarów jest w rzeczywistości zajęta i uprawiana przez Arabów. Nawet gdyby Rząd został do tych obszarów dopuszczony, w wielu wypadkach wdając się w spory, to i tak nie byłoby możliwe, aby te obszary udostępnić dla osadnictwa Żydowskiego w związku z ich rzeczywistym zajęciem przez Arabskich hodowców i koniecznością udostępniania dodatkowych gruntów, na których można by umieścić obecnych bezrolnych Arabów w celu rekultywacji terenów.
Margines dostępny dla osadnictwa zależy od postępu w zwiększaniu produktywności już zajętych obszarów.
16. W świetle najnowszych dostępnych danych okazuje się, że obszar ziem uprawnych w Palestynie (z wyłączeniem regionu Beer Szewy) wynosi 6 544 000 dunam. Obszar ten jest znacznie mniejszy niż do tej pory szacowano, poprzednie oficjalne szacunki wynosiły od 10 do 11 000 000 dunam.
Wydaje się również, że aby utrzymać chłopską rodzinę na przyzwoitym standardzie życia, potrzebna jest powierzchnia co najmniej 130 dunam. Biorąc pod uwagę całość ziem uprawnych w kraju, z wyłączeniem obszaru będącego już w rękach Żydów, to średnia powierzchnia przypadająca na istniejącego Arabskiego hodowcę wynosi nie więcej niż 90 dunam. W celu zapewnienia średniego gospodarstwa o wielkości 130 dunams dla wszystkich Arabskich hodowców, jest potrzeba około 8 milionów dunam ziem uprawnych.
Wydaje się również, że z 86 980 Arabskich rodzin wiejskich, 29,4 procenta jest bezrolnych. Nie wiadomo, ilu z nich to rodziny, które wcześniej uprawiały i od tego czasu utraciły ziemię. Jest to jeden z punktów niemożliwych do ustalenia w obecnej chwili, i aby mówić z większą precyzją mamy nadzieję, że będzie przeprowadzony Narodowy Spis Powszechny, który ma odbyć się w przyszłym roku.
17. Stan Arabskiego chłopa pozostawia wiele do życzenia, i jeśli ma nastąpić poprawa warunków jego życia, musi zostać opracowana polityka zagospodarowania przestrzennego.
Jedynymi agencjami, które prowadziły konsekwentną politykę zagospodarowania terenu były Żydowskie organizacje kolonizacyjne, publiczne i prywatne.
Żydowscy osadnicy mieli przewagę, która pochodziła od kapitału, nauki i organizacji. One, oraz energia osadników przyniosły niezwykły postęp ich osadnictwa. Z drugiej strony, Arabskiej ludności brakuje korzyści osiągniętych przez Żydowskich osadników, posiadają dużą nadwyżkę urodzeń nad zgonami, a teren przez nich utrzymywany zmniejszył się o około milion dunam. Ten obszar przeszedł w ręce Żydowskie.
18. Po ocenie aktywności i znacznych postępów poczynionych przez Żydowskie osadnictwo ziemne, wyciągnięto następujący wniosek. Byłoby niesprawiedliwym, aby zaakceptować tezę, która została wysunięta podczas kontrowersji dotyczących stosunków między Żydami i Arabami w Palestynie, że efekt osadnictwa Żydowskiego jest we wszystkich przypadkach szkodliwy dla interesów ludności Arabskiej. Jest to całkowicie nieprawdziwe, ale przy braniu pod uwagę tego problemu jest konieczne rozróżnienie pomiędzy kolonizacją prowadzoną przez takie instytucje jak Żydowskie Stowarzyszenie Kolonizacyjne Palestyny (powszechnie znane jako P.I.C.A.) i kolonizacją pod auspicjami Syjonistycznymi.
W przypadku polityki P.I.C.A. kolonizacja odbywa się spokojnie, i nie ma żadnej wątpliwości, że Arabowie w dużej mierze korzystają na budowie kolonii, a stosunki między kolonistami i ich Arabskimi sąsiadami były w przeszłości doskonałe. Przypadki notowane przez Żydowskie władze potwierdzają twierdzenie, że efekty Żydowskiej kolonizacji dla Arabskich sąsiadów są korzystne, są to przypadki związane z koloniami ustanowionymi przez P.I.C.A. i finansowane przez Fundusz Fundacji Palestyny, który jest głównym instrumentem finansowym Agencji Żydowskiej.
Niektóre z prób, które zostały wykonane w celu udowodnienia, że kolonizacja Syjonistyczna nie doprowadza do pogorszenia się sytuacji poprzednich najemców gruntów nabytych, okazały się nieprzekonujące, jeśli nie błędne.
19. Ponadto wpływ Żydowskiej kolonizacji na istniejącą populację jest bardzo ściśle związany z warunkami, które posiadają różne Żydowskie instytucje, wykorzystujące i dzierżawiące ziemię. Jest to wynikiem Konstytucji podpisanej 14 sierpnia 1929 roku przez Agencję Żydowską w Zurychu (Artykuł 3 (d) oraz (e)), mówiącej, że nabyte grunty będą częścią „niezbywalnej własności narodu Żydowskiego” i że „we wszystkich pracach budowlanych lub przedsiębiorstwach prowadzonych lub popieranych przez Agencję, będą zatrudnieni Żydowscy pracownicy.” Ponadto na podstawie Artykułu 23 umowy najmu, która obowiązuje w odniesieniu do wszystkich gospodarstw ustanowionych i popieranych przez Narodowy Fundusz Żydowski, najemca jest zobowiązany wykonywać wszystkie prace związane z uprawą gospodarstwa tylko przy użyciu Żydowskiej siły roboczej. W celu zapewnienia przestrzegania tego przepisu nałożono rygorystyczne warunki.
Osadnicy w koloniach na równinie nadmorskiej są zobowiązani wiążącymi umowami dotyczącymi spłaty zaliczek udzielonych przez Fundusz Fundacji Palestyny, do zatrudniania wyłącznie Żydowskich robotników. Podobny przepis znajduje się w umowach w kolonii Emek.
Te surowe przepisy są trudne do pogodzenia z deklaracją Kongresu Syjonistycznego z 1921 roku, że „pragnieniem narodu Żydowskiego jest życia z Arabami w przyjaźni i wzajemnym szacunku, w celu wspólnego rozwoju obu społeczności i dobrobytu ojczyzny, co zapewni rozwój narodu.”
20. Żydowscy przywódcy byli zupełnie szczerzy w uzasadnieniu tej polityki. Zarząd Generalnej Federacji Żydowskich Robotników, który wywiera bardzo istotny wpływ na kierunek Syjonistycznej polityki, nie twierdził, że takie ograniczenia są konieczne, aby zapewnić jak największą wielkość Żydowskiej imigracji i chronić poziom życia Żydowskich robotników przed niebezpieczeństwem spadku na niższy standard Arabski.
Logiczne argumenty zostały postawione z punktu widzenia czysto narodowego ruchu, musi być jednak zaznaczone, że oni nie biorą pod uwagę postanowień Artykułu 6 Mandatu, który wyraźnie nakazuje, że aby ułatwić Żydowską imigrację i zakładanie osad rolniczych przez Żydów, Administracja Palestyny musi zapewnić, że „prawa i pozycja innych grup ludności nie zostały naruszone.”
(2) Rozwój Rolnictwa.
21. Jak wskazano w paragrafie bezpośrednio poprzedzającym, obowiązkiem Administracji w ramach Mandatu jest zapewnienie, że pozycja „innych grup ludności” nie została naruszona przez Żydowskich imigrantów. Ponadto jej obowiązkiem w ramach Mandatu jest wspieranie osadnictwa rolniczego Żydów, z zastrzeżeniem utrzymania dawnej kondycji grup ludności.
22. Rząd Jego Królewskiej Mości jest zadowolony z wyników ostatnich badań, w celu zapewnienia lepszego wykorzystania ziemi jest potrzeba bardziej metodycznego rozwoju rolnictwa.
23. Tylko przez przyjęcie takiej polityki będzie możliwe tworzenie dodatkowych Żydowskich osad rolniczych w sposób zgodny z warunkami określonymi w Artykule 6 Mandatu. Pożądany rezultat nie jest możliwy do osiągnięcia jedynie przez lata pracy. Szczęśliwie, organizacje Żydowskie są w posiadaniu dużej rezerwy terenów, których los jest jeszcze nie rozstrzygnięty i nie są one uprawiane. Ich działalność może być kontynuowana bez przerwy, podczas gdy bardziej ogólnye etapy rozwoju są dopracowywane, tak aby ich korzyści były udziałem zarówno Żydów i Arabów. W tym okresie, z konieczności wszystkie zmiany przynależności gruntów muszą być ściśle kontrolowane przez organy do spraw rozwoju. Transfery ziemi będą dozwolone tylko w zakresie w jakim nie kolidują one z planami tego organu. Uwzględniając obowiązki Mandatu, jasne jest, że organem tym musi być Administracja Palestyny.
24. Wśród problemów, które trzeba będzie uwzględnić są nawadnianie, koordynacja rozwoju z działaniami Departamentu Rolnictwa i innymi Departamentami Rządu, a także określenie ich sfer działania w celu uniknięcia nieporozumień i konfliktów kompetencji, i uzyskania największej efektywności nakładów.
Należy również zwrócić uwagę na ochronę lokatorów przez jakąś formę prawa lub inny sposób, aby zabezpieczyć ich przed eksmisją lub nałożeniem nadmiernego najmu.
Ściśle związane z rozwojem musi być przyspieszenie prac nad określeniem przepisów i rejestracji najmu. W związku z tym istotnym problemem jest obowiązujący na większości Arabskich ziem system dzierżaw. System mesha obowiązuje w prawie połowie Arabskich wiosek, i istnieje przekonanie, że system ten jest wielką przeszkodą na drodze do rozwoju rolnictwa w kraju.
Konstytucja spółdzielni chłopskich wydaje się być ważnym wstępem do ich rozwoju. Cała kwestia została ostatnio zbadana w imieniu Rządu Palestyny przez eksperta z dużym doświadczeniem.
25. Finanse Palestyny zostały poważnie nadszarpnięte przez konieczność zwiększenia sił bezpieczeństwa. Wzrosty te są uzasadnione przez wydarzenia z jesieni 1929 roku i nie jest możliwy do przewidzenia czas, który musi upłynąć, zanim poziom bezpieczeństwa umożliwi zmniejszenie wydatków z tego tytułu. W dużej mierze zależy to od powodzenia polityki teraz planowanej, i od stopnia poprawy wzajemnych relacji między Arabami i Żydami.
Częścią ogólnej polityki Rządu Jego Królewskiej Mości, jest aby Palestyna była samowystarczalna. Rozważana poprawa warunków rolnych jest nie tylko czasochłonna, ale pociągnie za sobą znaczące wydatki, choć należy mieć nadzieję, że część nakładów zwróci się. Rząd Jego Królewskiej Mości zwraca uwagę na sytuację finansową, która wynika z takiej polityki i podejmuje niezbędne kroki do wprowadzenia w życie polityki.
(8) Imigracja.
26. Cały system imigracji do Palestyny jest kontrolowany przez Administrację, został on niedawno dokładnie zbadany, i w miesiącu maju Rząd Jego Królewskiej Mości uznał za konieczne wprowadzenie różnorodnych zmian Żydowskiej imigracji, do czasu rozwiązania problemu; na okres pół roku do 30 września 1930 roku wprowadzono certyfikaty przyznawane imigrantom posiadającym pracę jako pracownicy najemni (w usankcjonowanej wielkości 950), do czasu ukończenia badań i określenia przyszłej polityki. Analiza wykazała pewne słabości w istniejącym systemie. Wykazano, że istniało wiele przypadków osób, które wpuszczono, a wszystkie znane fakty mówią, że nie powinni otrzymać wiz. Istnieje brak skutecznej kontroli rządu w odniesieniu do kontroli imigrantów przybywających z zagranicy, co powoduje, że nie istnieją żadne odpowiednie zabezpieczenia przed nieprawidłowościami w związku z emisją certyfikatów imigracyjnych, a także przed niepożądaną imigracją. Niezadowalającą cechą jest duża liczba podróżnych, którzy wjeżdżają do Palestyny z pozwoleniem na czasowy pobyt, i pozostają na dłużej bez sankcji. Szacuje się, że liczba takich przypadków w ciągu ostatnich trzech lat wyniosła 7800. Innym poważnym elementem jest liczba osób, które omijają kontrole na granicy.
W każdej próbie opracowania odpowiednich Rządowych rozwiązań dotyczących kontroli imigracji, należy wziąć pod uwagę ważny element współpracy z Generalną Federacją Żydowskich Robotników. Wpływ Generalnej Federacji jest bardzo duży i posiada wielorakie działanie. Stanowi istotny czynnik w Światowym Ruchu Syjonistycznym, a na ostatnim Kongresie Syjonistycznym ponad jedna czwarta ogólnej liczby delegatów reprezentowała takie środowiska Syjonistyczne, zarówno w Palestynie, jak i za granicą. Wpływ, jaki Federacja jest w stanie wywierać na imigrantów wynika z faktu, że jej członkowie w przypadku sporu z innym członkiem nie odwołują się do państwowych sądów. Ma ona własne sądy pierwszej i drugiej instancji i swój Sąd Najwyższy, do którego odwołuje się od podległych sądów. Federacja przyjęła politykę, która zakłada wprowadzenie w Palestynie nowego porządku społecznego opartego na wspólnych osadach i zasadzie „samodzielnej pracy” (tzn. że każdy człowiek powinien pracować na siebie i uniknąć zatrudniania robotników najemnych). Gdzie nie ma możliwości na własną pracę, jest kładziony nacisk na pracę wyłącznie Żydowskich pracowników zatrudnianych przez Żydowskich pracodawców.
W związku z zobowiązaniami wynikającymi z Mandatu, istotne jest, aby Rząd Palestyny, będący obowiązkową władzą, decydował we wszystkich sprawach polityki dotyczącej imigracji, zwłaszcza uwzględniając jego bliski związek z bezrobociem i polityką rozwoju rolnictwa. Brak odpowiednich ulepszeń istniejących rozwiązań można poprawić na drodze porozumienia zawartego między Rządem z jednej strony i Agencją Żydowską z drugiej strony, w odniesieniu do ich funkcji i należy wziąć pod uwagę wpływ wywierany przez Agencję na Generalną Federację Żydowskich Robotników.
27. Jeśli chodzi o stosunek imigracji do bezrobocia, w chwili obecnej istnieją wielkie trudności ze względu na brak skutecznych rozwiązań umożliwiających oszacowanie poziomu bezrobocia istniejącego w danym momencie. Jest to szczególnie prawdziwe w odniesieniu do Arabskiej części społeczeństwa. Choć nie są dostępne żadne wiarygodne statystyki, to przedstawione dowody prowadzą do wniosku, że obecnie poważnym problemem jest poziom Arabskiego bezrobocia, i że Żydowskie bezrobocie również istnieje na zdecydowanie niezadowalającym poziomie. Może być to dokładnie potwierdzone dopiero po stworzeniu systemu nadzoru zatrudnienia, który potwierdzi całkowitą liczbę bezrobotnych w Palestynie. Wynika stąd, że wielkość tego bezrobocia musi być dokładnie określona, a Rząd Jego Królewskiej Mości będzie poważnie rozważać opracowanie rozwiązań w tym celu. Potencjał ekonomiczny kraju do absorpcji nowych imigrantów należy więc oceniać w odniesieniu do wielkości bezrobocia w Palestynie, a decyzje mogą być podjęte po upewnieniu się, że ekonomiczne możliwości są wystarczające do zapewnienia pracy, wydatków związanych z wydatkami na rozwój czy na inne działania o charakterze tymczasowym.
28. Artykuł 6 Mandatu zapewnia, że prawa i pozycja innych grup ludności nie ulegnie pogorszeniu w wyniku Żydowskiej imigracji. Oczywiście, jeśli imigracja Żydów wpłynie na utrudnienia Arabskiej ludności w uzyskaniu pracy niezbędnej do utrzymania, lub jeśli Żydowskie bezrobocie niekorzystnie wpłynie na ogólny poziom zatrudnienia, obowiązkiem władz na mocy Mandatu jest ograniczenie, lub w razie potrzeby zawieszenie takiej imigrację bezrobotnych na korzyść „innych części”, które są w stanie uzyskać pracę. W świetle przeprowadzonych badań imigracji i problemu bezrobocia, Rząd Jego Królewskiej Mości uznał, że działania o zawieszeniu imigracji bezrobotnych są w pełni uzasadnione.
Wysoki komisarz zatwierdza Certyfikaty Imigracyjne na podstawie świadectwa zatrudnienia, co gwarantuje, że nie będzie miejsca dla przyjmowania imigrantów z klasy robotniczej, oraz w konsekwencji Rząd Jego Królewskiej Mości może pod wpływem czynników politycznych zawiesić wydawanie tych certyfikatów. To nie jest przypadek. Podejmując decyzję o zawieszeniu wydawania certyfikatów, Rząd Jego Królewskiej Mości kierował się poglądami wyrażonymi w Raporcie Komisji Shawa, że istnieje niedobór ziemi i imigracja powinna być bardziej kontrolowana. Zdano sobie sprawę, że kwestie te wymagają przeprowadzenia ekspertyz, a Rząd Jego Królewskiej Mości poczuł, że dopóki nie zostaną one zbadane, nie należy podejmować żadnych kroków, które mogłyby pogorszyć sytuację gospodarczą, i które w opinii większości Komisji Shawa mogą stworzyć grunt do niepokoju.
Wszelkie pochopne decyzje w odniesieniu do nieograniczonej Żydowskiej imigracji są mocno przestarzałe, nie tylko z punktu widzenia interesów ludności Palestyny jako całości, ale nawet z punktu widzenia społeczności Żydowskiej. Tak długo, jak istnieje wśród ludności Arabskiej podejrzenie, że kryzys ekonomiczny, który niewątpliwie obecnie występuje, jest w dużej mierze spowodowany nadmierną Żydowską imigracją, i tak długo jak istnieją pewne podstawy, na których to podejrzenie może być wiarygodnie reprezentowane, nie może być nadziei na jakąkolwiek poprawę we wzajemnych stosunkach obu ras. Od takiej poprawy w dużej mierze zależy przyszłość, pokój i dobrobyt Palestyny.
Mamy nadzieję, że zmiany wprowadzane w sposobie przygotowania oświadczeń zatrudnienia wpłyną na polepszenie stosunków między władzami Żydowskimi i Departamentem Imigracji. Ustanowienie ścisłej współpracy i konsultacji między władzami Żydowskimi i Rządem jest oczywiście pożądane, aby można było uzgodnić szczegóły działań dla dobra rozwoju gospodarczego kraju.
29. Jak wykazano w poprzednich punktach, trzy problemy rozwoju, imigracji i bezrobocia są ze sobą ściśle powiązane, i wpływają na ewolucję polityki od której będzie zależeć przyszłość Palestyny. Będzie ona w pełni uwzględniać te trzy czynniki. Spokój i dobrobyt Palestyny, oraz ideały Żydowskiej Siedziby Narodowej mogą być zrealizowane tylko przez serdeczną współpracę między Żydami, Arabami i Rządem.
Ze szczegółowej analizy różnych czynników gospodarczych, politycznych i społecznych jasno wynika, że Palestyna osiągnęła krytyczny moment w swoim rozwoju. Można powiedzieć, że w przeszłości Rząd pozostawił gospodarcze i społeczne siły do pracy z minimalną ingerencją i kontrolą, ale jest coraz bardziej oczywistym, że taka polityka nie może być już kontynuowana. Tylko bliska współpraca między Rządem i przywódcami społeczności Arabskiej i Żydowskiej mogą zapobiec dryfowaniu Palestyny do sytuacji, w której z jednej strony, praca zostanie oddana tym, którzy budują Żydowską Siedzibę Narodową, a z drugiej strony, większość mieszkańców będzie posiadać niewielkie własne zasoby do podtrzymania swojego bytu. Istnieje potrzeba, aby obie rasy porozumiały się z sobą i szanowały swoje wzajemne potrzeby i roszczenia. Rząd Jego Królewskiej Mości apeluje do Arabów o uznanie faktów dotyczących sytuacji i podjęcia wysiłków w celu współpracy na rzecz dobrobytu kraju, z którego skorzystają wszyscy. Od przywódców Żydowskich, Rząd Jego Królewskiej Mości oczekuje uznania konieczności poczynienia pewnych ustępstw w odniesieniu do niezależnych i separatystycznych ideałów, które powstały w związku z Żydowską Siedzibą Narodową, i aktywnego działania na rzecz ogólnego rozwoju kraju w taki sposób, aby interesy Arabów i Żydów były respektowane z całą uwagą, i dobrobyt kraju wzrastał bez podstaw o stronniczość na rzecz jednej lub drugiej strony, co pozwoli społeczności Arabskiej i Żydowskiej rozwijać się w harmonii i zadowoleniu. 

## Konsekwencje
Biała księga Passfielda w znacznym stopniu ograniczyła oficjalną żydowską imigrację napływającą do Mandatu Palestyny. Ton dokumentu był zdecydowanie anty-Syjonistyczny, ponieważ krytycznie odnosił się do Agencji Żydowskiej i Histadrutu. Biała księga uznawała, że działalność ruchu syjonistycznego jest szkodliwa dla rozwoju gospodarczego i społecznego ludności arabskiej. Zapoczątkowało to organizowanie nielegalnej Aliji, która nasiliła się wraz z dojściem w 1933 narodowych socjalistów do władzy w Niemczech. W odpowiedzi Brytyjczycy stosowali różnorodne środki represyjne wobec społeczności żydowskiej w Palestynie.
Syjoniści uznali, że publikacja tego dokumentu oznacza wycofanie się brytyjskiego rządu z obietnic złożonych w 1917 w deklaracji Balfoura. W odpowiedzi, liczne organizacje żydowskie rozpoczęły na całym świecie kampanię wymierzoną przeciwko tej Białej Księdze. Zmusiło to brytyjskiego premiera Ramsay MacDonalda do napisania 13 lutego 1931 listu z wyjaśnieniami do dr Chaima Weizmana.
Strona arabska również nie była w pełni zadowolona z dokumentu. W 1930 do Palestyny przybył szejk Izz ad-Din al-Kassam, który założył antysyjonistyczną i antybrytyjską organizację Czarna Ręka (arab. الكف الاسود; al-Kaff al-Aswad). Rozpoczął werbunek chłopów i zorganizował system szkoleń paramilitarnych, w którym w 1935 uczestniczyło około 800 ludzi. Na ich podstawie rozpoczęto tworzenie siatki zbrojnych oddziałów, które zaangażowały się w akcje dywersyjne przeciwko żydowskim kibucom i moszawom, oraz brytyjskim liniom kolejowym. W listopadzie 1935 doszło do starcia arabskich bojowników z patrolem brytyjskiej policji, w którym zginął jeden policjant. Po tym incydencie Brytyjczycy zorganizowali obławę i w bitwie przy Jabad zabili al-Kassama. Jego śmierć wywołała oburzenie arabskiej społeczności. W pogrzebie w Hajfie uczestniczyły tłumy. Krótko po tym arabscy przywódcy zażądali zezwolenia na utworzenie własnego rządu Palestyny i całkowitego zakazania żydowskiego osadnictwa. Wobec odmowy w kwietniu 1936 spontanicznie ogłoszono strajk powszechny, który trwał do października. Podczas lata doszło do licznych aktów napaści na żydowskie osady rolnicze, podczas których doszło do pobić, podpaleń i celowych zniszczeń mienia żydowskiego. Starcia przerodziły się w arabskie powstanie w Palestynie.